# Степанов, Михаил Петрович (генерал)
Михаи́л Петро́вич Степа́нов (10 (22) февраля 1853—12 декабря 1917) — генерал от кавалерии, почётный член Императорского Православного Палестинского Общества.

## Биография
Происходил из дворянской семьи — сын царскосельского коменданта генерала П. А. Степанова, внук губернатора А. П. Степанова, племянник художника-карикатуриста Н. А. Степанова; младший брат первого публикатора Протоколов сионских мудрецов Ф. П. Степанова.
Первоначальное образование получил в Пажеском корпусе (1870); выпущен корнетом (21.07.1870) в Кирасирский Его Величества лейб-гвардии полк, причём имя его было занесено на мраморную доску. С 31 марта 1874 года — поручик; 30 августа 1875 года произведён в штабс-ротмистры.
Участник русско-турецкой войны 1877—1878 гг.; по окончании курса в Николаевской академии генерального штаба по 1-му разряду, отправился в Дунайскую армию, где он был назначен исполняющим должность помощника штаба Рущукского отряда и 14 июня 1877 года переименован в капитаны генерального штаба. Затем состоял для поручений при начальнике штаба действующей армии. Подполковник с 30 августа 1878 года.
После войны с 29 апреля 1878 года состоял в великокняжеской свите; в 1889—1891 годах — адъютант великого князя Сергея Александровича. Полковник с 30 августа 1881 года; генерал-майор — с 30 августа 1891 года; генерал-лейтенант с 29 апреля 1900 года.
С 07 марта 1905 года состоял при вдове Сергея Александровича великой княгине Елизавете Фёдоровне. С 6 декабря 1910 года — генерал от кавалерии. Уволен от службы с мундиром и пенсией 2 апреля 1917 года.
Был членом-учредителем Императорского Православного Палестинского Общества; в 1882—1889 годах — секретарь Общества, а в 1889—1917 годах — помощник председателя.

## Награды
- орден Св. Станислава 3-й ст. (1874)
- орден Св. Владимира 4-й ст. с мечами и бантом (1877)
- орден Св. Станислава 2-й ст. с мечами (1878)
- орден Св. Анны 2-й ст. (1880)
- орден Св. Владимира 3-й ст. (1885)
- орден Св. Станислава 1-й ст. (1894)
- орден Св. Анны 1-й ст. (1896)
- орден Св. Владимира 2-й ст. (1903)
- орден Белого Орла (1905)
- орден Св. Александра Невского (06.12.1913)

Имел также иностранные награды: греческий орден Спасителя (1882), итальянский орден Короны (1882), баварский орден Короны (1882), виртембергский орден Фридриха (1882), римский орден Папы Пия IX (1882), саксен-кобургготский орден Эрнестинского Дома (1882), турецкий орден Османие 3-й ст. (1883), прусский орден Красного Орла 2-й ст. (1882), гессенский орден Филиппа Великодушного (1883), гессенская медаль Филиппа Великодушного «За заслуги» (1889), командорский крест 2-го кл. гессенского ордена Людовика (1891), командорский крест французского ордена Почетного Легиона (1892).

## Труды
- Село Ильинское: исторический очерк. — М.: Синодальная тип., 1900
- Храм-усыпальница великого князя Сергея Александровича во имя преподобного Сергия Радонежского в Чудовом монастыре в Москве. — М.: Синод. тип., 1909